# 1199

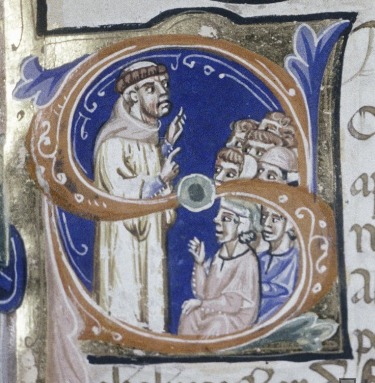
Fulco van Neuilly predikt de kruistocht, en overtuigt Theobald III en de andere ridders deze op zich te nemen

Het jaar 1199 is het 99e jaar in de 12e eeuw volgens de christelijke jaartelling.

## Gebeurtenissen
januari
- 6 - Vorst Leo II van Armenië wordt tot koning gekroond. (of 1198)

februari
- 25 - Paus Innocentius III doet de bul Vergentis in senium uitgaan. Ketters dienen geëxcommuniceerd te worden, en hun bezittingen, ook die van hun familie, in beslag genomen.

maart
- 26 - In het Franse kasteel van Châlus wordt de Engelse koning Richard Leeuwenhart dodelijk getroffen door een pijl. Na zijn dood wordt zijn broer Jan zonder Land in Engeland als opvolger geaccepteerd, maar zijn neef Arthur I van Bretagne in de Franse bezittingen van de Plantagenets. Het komt tot een strijd tussen de twee troonpretendenten.

juli
- 6 - De Ierse bisschop Malachias wordt heilig verklaard door [[paus Innocentius

september
- 15 - Paus Innocentius doet het edict Constitutio pro Judeis uitgaan, waarin hij verbiedt om joden onder dwang te bekeren.

zonder datum
- Roman van Galicië sticht het koninkrijk Galicië-Wolynië.
- Op een toernooi in Ecry, georganiseerd door Theobald III van Champagne, wordt de Vierde Kruistocht georganiseerd. Theobald wordt als leider aangewezen, maar zal overlijden nog voor de kruistocht daadwerkelijk van start gaat.
- Slag bij Strindsjøen: In de strijd om het koningschap over Noorwegen verslaat Sverre Inge Magnusson.

III]].
- Guarda wordt gesticht.
- Jan zonder Land laat zijn huwelijk met Isabella van Gloucester nietig verklaren.
- Odo III van Bourgondië verstoot Mathilde van Portugal en hertrouwt met Adelheid van Vergy
- De Vrijdagmarkt in Gent wordt opgericht.
- oudst bekende vermelding: Delft, Neufchâteau

## Opvolging
- Almohaden (Marokko en Andalusië) - Abu Yusuf Yaqub al-Mansur opgevolgd door zijn zoon Mohammed an-Nasir
- patriarch van Antiochië (Grieks) - Theodorus IV Balsamon opgevolgd door Joachim
- patriarch van Antiochië (Maronitisch) - Petrus III van Lehfed opgevolgd door Jeremias I van Achmite
- Engeland - Richard Leeuwenhart opgevolgd door zijn broer Jan zonder Land
- Mark - Frederik van Berg-Altena opgevolgd door zijn zoon Adolf I
- Rethel - Manasses III opgevolgd door zijn zoon Hugo II
- shogun - Minamoto no Yoritomo opgevolgd door zijn zoon Minamoto no Yoriie

## Afbeeldingen

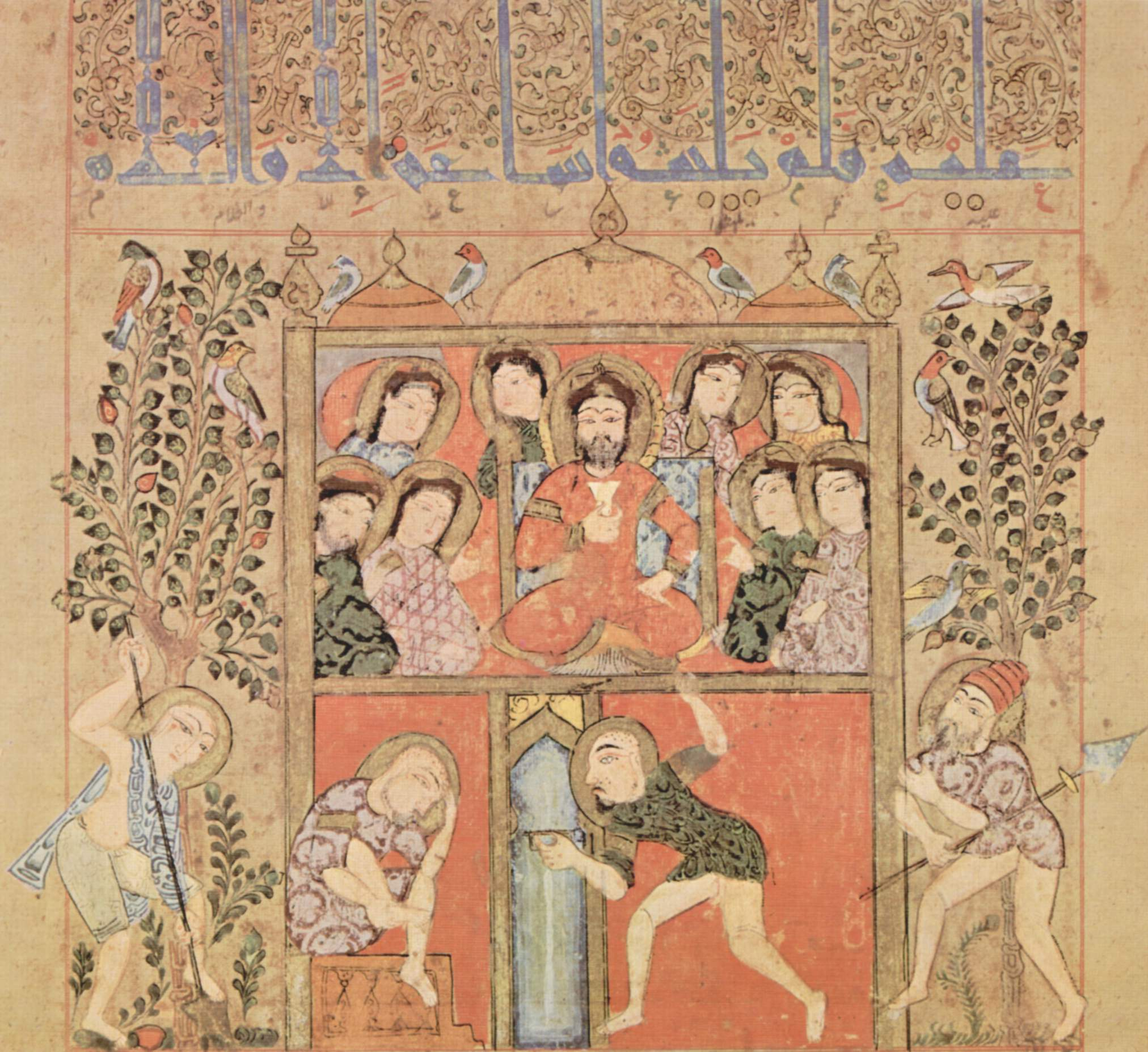
Kitâb ad-Diryâq (het boek der tegengiften), Arabische uitgave van het werk van Galenus uit 1199
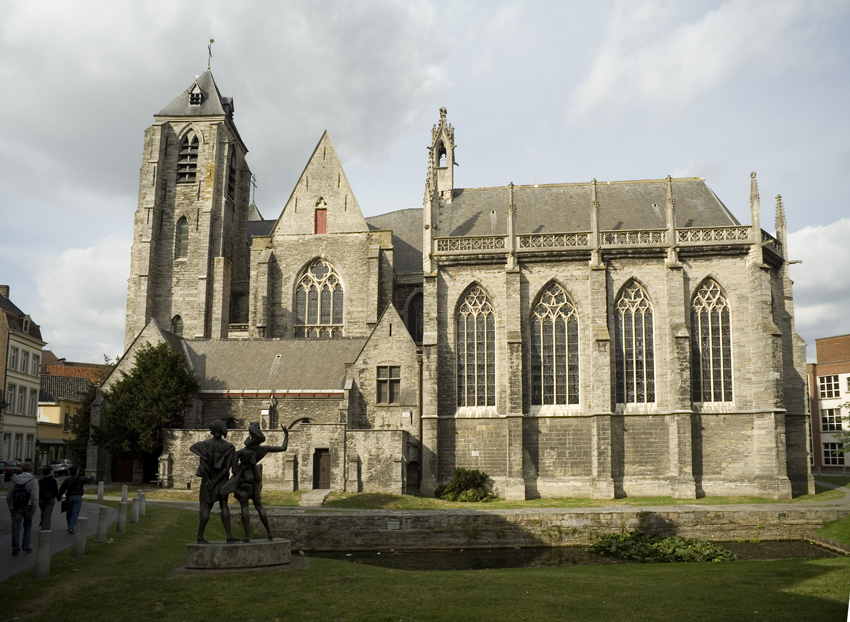
Onze-Lieve-Vrouwekerk in Kortrijk, gebouwd 1199-1203
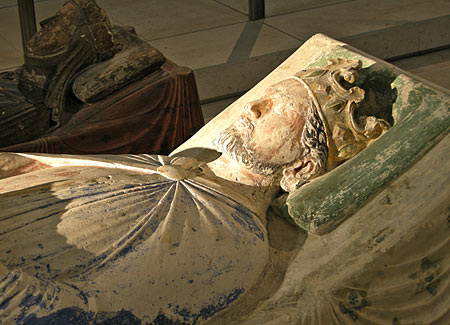
Graftombe van Richard Leeuwenhart
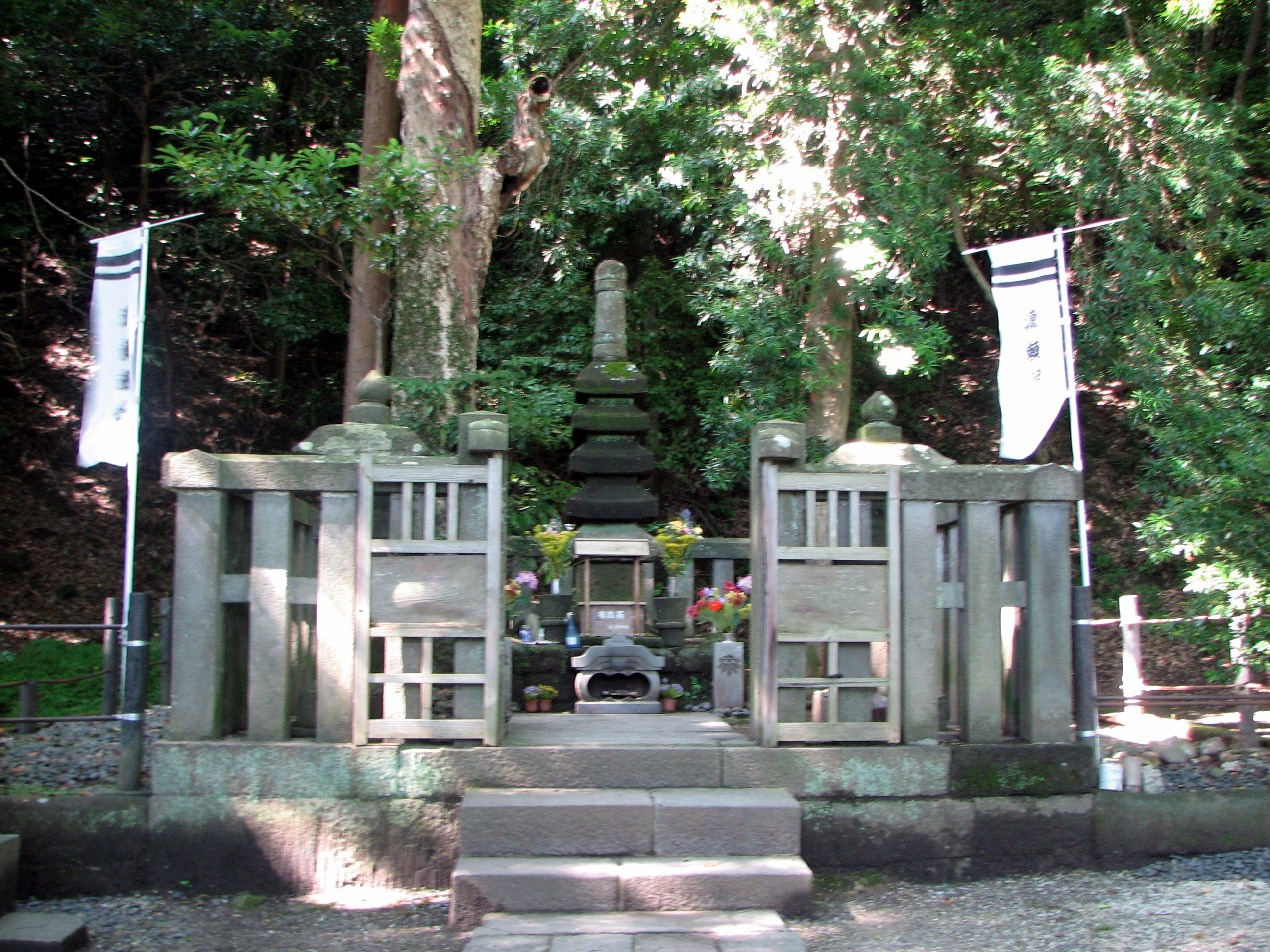
Graf van Minamoto no Yoritomo

## Geboren
- Ferdinand II/III, koning van Castilië (1217-1252) en Leon (1230-1252)
- Guttorm Sigurdsson, koning van Noorwegen (1204)
- Alexander IV, paus (1254-1261) (jaartal bij benadering)
- Otto van Everstein, Duits geestelijke (jaartal bij benadering)
- Thomas van Savoye, echtgenoot van Johanna van Constantinopel (jaartal bij benadering), heer van Piedmont

## Overleden
- 23 januari - Abu Yusuf Yaqub al-Mansur, kalief der Almohaden (1184-1199)
- 9 februari - Minamoto no Yoritomo (51), shogun van Japan (1192-1199)
- 13 februari - Stefan Nemanja (~85), grootžupan van Servië (1167-1196)
- 5 april - Ashikaga Yoshikane (~44), Japans militair
- 6 april - Richard Leeuwenhart (41), koning van Engeland (1189-1199) (pijlwond)
- juni - Raymond IV, graaf van Tripoli (1187-1189)
- 4 september - Johanna Plantagenet (33), echtgenote van Willem II van Sicilië en Raymond VI van Toulouse
- Helena van Hongarije, echtgenote van Leopold V van Oostenrijk
- Manasses III, graaf van Rethel
- Michaël I de Grote, patriarch van Antiochië (Syrisch)
- Spytihněv, hertog van Moravië-Brno
- Frederik van Berg-Altena, graaf van Mark (jaartal bij benadering)
- Willem IX, graaf van Auvergne (jaartal bij benadering)